# Franz Ganninger

Franz Ganninger

Franz Seraph Ganninger (* 2. September 1900 in Nürnberg; für tot erklärt zum 31. Dezember 1945) war ein deutscher Politiker (NSDAP).

## Leben und Wirken
Nach dem Besuch der Volksschule in Nürnberg absolvierte Franz Ganninger eine Ausbildung zum Elektrotechniker. Außerdem besuchte er die dortige Berufsschule. Von 1919 bis 1920 gehörte Ganninger einem Freikorps an, mit dem er sich an den nach dem Ende des Ersten Weltkriegs ausgebrochenen Kämpfen im Baltikum beteiligte. Anschließend verdiente er seinen Lebensunterhalt als Bezirksleiter. Von 1925 bis 1929 wurde Ganninger als Werkstudent am staatlichen Ohm-Polytechnikum in Nürnberg ausgebildet. 1931 fand er eine Stellung als Montageingenieur, um sich dann als Inhaber eines Ingenieurbüros selbständig zu machen.
Zum 1. Juli 1931 trat Ganninger der NSDAP bei (Mitgliedsnummer 565.280). Er trat als Gauredner, später als Reichsredner, auf. 1933 erfolgte seine Ernennung zum Gauinspekteur mit Sitz in Regensburg.
Vom 29. März 1936 bis zum Ende der NS-Herrschaft im Frühjahr 1945 gehhöte Ganninger dem nationalsozialistischen Reichstag als Abgeordneter für den Wahlkreis 25 (Niederbayern) an.
Außerdem war er Mitglied des Kreistags Niederbayern-Oberpfalz. Später wurde er Gauschulungsleiter. Ab 1940 war er Gauobmann bei der DAF und wurde 1943 Gauhauptamtsleiter sowie Hauptbereichsleiter.
Im April 1945 nahm Ganninger als Gefolgsmann von Karl Holz an Stoßtruppunternehmen gegen amerikanische Truppen in Nürnberg teil. Er starb wahrscheinlich bei Kampfhandlungen in der Schlussphase des Krieges.
Ganninger wurde durch rechtskräftigen Beschluss des Amtsgerichts Nürnberg vom 10. Oktober 1955 zum 31. Dezember 1945 für tot erklärt (UR6II57/55). Beurkundet wurde sein Tod dann 1956 beim Standesamt I in Berlin für Todeserklärungen.